# Акбастау (Кербулацький район)
Акбаста́у (каз. Ақбастау) — село у складі Кербулацького району Жетисуської області Казахстану. Входить до складу Жайнак-батирського сільського округу.
До 1993 року село називалось Урицьке.
Населення — 194 особи (2021; 337 у 2009, 377 у 1999, 502 у 1989).